# Ножиці для кутикули

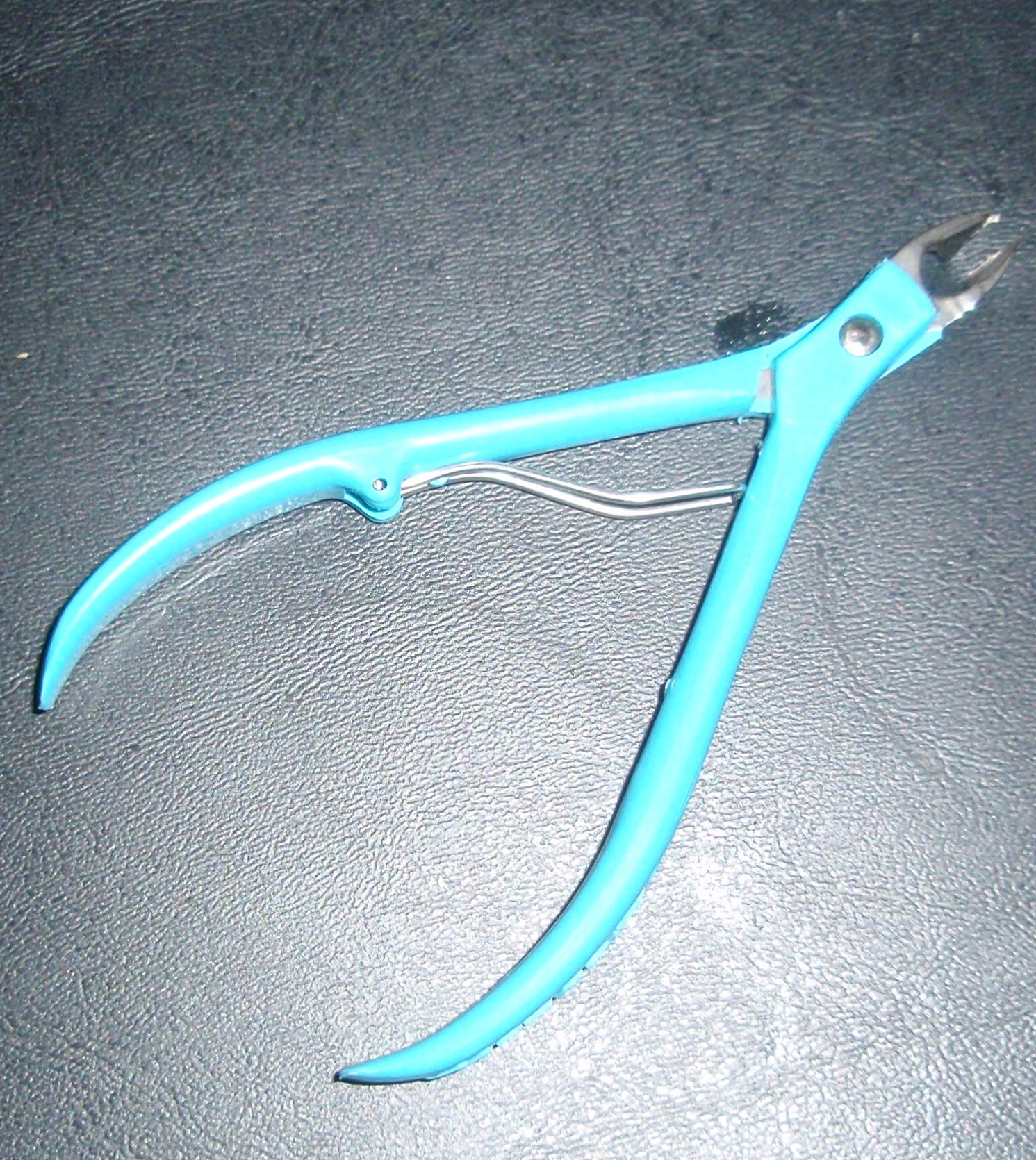
Манікюрні кусачки для кутикули

Ножиці для кутикули (кусачки для кутикули)[джерело?] — професійний ріжучий інструмент для манікюру та педикюру, застосовується для обрізання кутикули нігтів на пальцях рук і ніг. Розрізняють манікюрні та педикюрні кусачки для кутикули з довжиною лез від 4 до 28 мм.

## Історія
Інструмент, знайомий всім під назвою «кусачки для кутикули» потрапив у слов'янські країни ще багато років тому з далекого зарубіжжя. У 1830 році американська лікарка, доктор Зіттц вперше застосувала металеві інструменти для гігієнічної обробки нігтів і шкіри довкола. Робилося це не з естетичних міркувань, а для профілактики шкірних захворювань і називалося «Метод Зіттца».
Проте лише в 1892 році «Метод Зіттца» (догляд за нігтями) став застосовуватися серед жінок і завоював популярність в першу чергу в США. У 1918 рр. минулого століття з'явилися перші манікюрні набори, до складу яких входили ножиці для кутикули, — для жінок Нью-Йорка, що побажали обробляти свої нігті самостійно, освоєно виробництво перших манікюрних наборів Cuttecs. Тоді його вартість становила 0.14$ США.
Приблизно одночасно перші кусачки для кутикули з'явилися і в Європі. У 1832 році, у Франції, королеві Луї Філіппу довелося видалити задирку на пальці. Докторові, який виконав цю невелику операцію, наказали розробити набір для догляду за руками. У набір для обробки нігтів входили і ножиці для кутикули — інструмент для обрізання кутикули. Надалі відомий доктор того часу передав свою практику племінниці, яка зуміла зробити манікюр популярним не лише в придворних кругах.
Вже на початок XX століття догляд за руками став важливою комерційною галуззю, і «набори для нігтів» продавалися в звичайних універсальних магазинах багатьох країн світу, в тому числі і Російській Імперії. До 50-м-коду рокам XX століття догляд за нігтями став невід'ємною частиною індустрії краси, і нігті перетворилися на важливий елемент моди.

## Форма і профіль
Ручки кусачок для кутикули бувають подовжені, опукло-овальні, прямі із закругленими кінцями, рельєфні для зручного захвату пальцями, щоб не вислизали з руки. Між ручок закріплена відвідна пружина, одна або дві, для довільного розмикання різальних країв під час роботи. Дуже часто, пружина, що відводить, ламається, і замість неї на обидва торці ручок надівають ПВХ трубку або прозору трубочку, типа крапельниці, сполучаючи їх.
Таким чином, трубка замінює пружину, що зручніше. Форма голівки «кусачок» клиноподібна, витягнута до низу з плоскими в перетині полотнами, що широкими в підстави і звужуються до кінчиків. Обухи лез прямі або опуклі з нахилом до вершин (вигляд з боку), з прямими або опуклими боковинами що звужуються до вершини (вигляд з верху). Леза мають товщину до підстави приблизно 2 — 1.5 мм, а до вершин товщина поступово зменшується і стає 0,5 — 0.3 мм.
Зовнішні поверхні полотен, створюють різальні краї, це щічки (задні поверхні), вони бувають плоскі або опуклі. Внутрішні поверхні лез (передні поверхні) можуть бути опуклими, плоскими або увігнутими (залежно від якості заточування і доведення, опуклі і плоскі, — сприяють задовільному обрізанню кутикули; увігнуті — відмінне). Кут зведення між передніми поверхнями при зімкнутих ріжучих кромках 35-45 градусів.
По задній поверхні різальних країв сформовані фаски для жорсткості і стійкості, шириною 0.2 — 0.5 мм. Між різальних країв, при зімкнутих вершинах (контактують лише самі кінчики), утворюється основна щілина на просвіт. Просвіт повинен плавно зменшується від кінчиків, до п'ят. Між п'яток, основний просвіт досягає всього лише 0,02 — 0,05 мм не більш. Конструкція шарнірного з'єднання рухливе нероз'ємне з'єднання на заклепці або гвинті.

З'єднання на заклепці надійніше, через відсутність в нім радіального люфта. У деяких ножицях для кутикули конструкція суглоба має роз'ємне з'єднання на гвинті. Профіль різальних країв, відносно площини  різання (вигляд лез з боку) буває з прямими, увігнутими і опуклими лезами. До осі заклепки РК розташовані перпендикулярно або по діагоналі. 

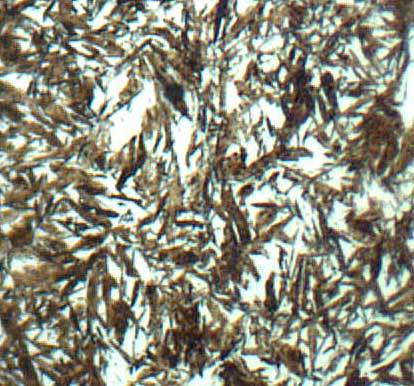
Мікроструктура мартенситу

## Вживані сталі
Для виготовлення кусачок для кутикули застосовується нержавіюча сталь мартенситного класу 40Х13, 65Х13, 95Х18. Нагріваючи під гартування проводять у вакуумній печі, щоб усунути вигорання вуглецю з поверхні металу. Температура нагріву 1050 гр, гарт на повітрі або в мастилі. Низький відпуск 160 градусів. Твердість сталі після відпуску 50-58 HRC.

## Відомі виробники
Однією з найвідоміших країн виробників манікюрних кусачек для кутикули є Україна, де на заводах міст Києва, Дніпропетровська, Олександрії, Харкова та інших виготовляють професійний манікюрний інструмент відомих марок («Ерудит», «Олтон», «Сталекс», «Майстер», «Еклат», «A+» та інші), що мають авторитет в багатьох країнах світу.
У Німеччини, зокрема у місті Золінген (марка Solingen), вироблять різноманітній манікюрний інструмент. Однією із найстаріших фабрик виробників є Hans Kniebes, що виробляє різні лінії продукції з 1926 року. З 2012 року манікюрні інструменти Hans Kniebes представлені в Україні фірмою Manicure-Solingen, що територіально знаходиться у Львові.